# Sobradinho (Bahia)
Pour les articles homonymes, voir Sobradinho.
Sobradinho est une municipalité brésilienne située dans l'État de Bahia du nord-est du pays. La population de la ville était de 22 000 habitants en 2013.
Elle a donné son nom à un barrage et au lac artificiel ainsi créé, le lac de Sobradinho.

## Maires
| Période | Période | Identité         | Étiquette | Qualité |
| ------- | ------- | ---------------- | --------- | ------- |
| 2009    | 2012    | Genilson Barbosa | PT        |         |

## Barrage de Sobradinho
La digue du barrage a une hauteur maximale de 41 mètres et une longueur de 12,5 km. Sa centrale hydroélectrique est équipée de 6 unités avec turbines d'une puissance unitaire de 175 050 kW, totalisant 1 050 300 kW.
La digue est pourvue d'une écluse, dont la chambre fait 120 × 17 mètres, permettant aux bateaux de passer la barrière de 32,5 mètres créée par la digue, et garantissant la continuation de la navigation entre Pirapora, au Minas Gerais et Juazeiro dans l'État de Bahia ou Petrolina dans celui du Pernambouc.